# Gruppo Sportivo Hockey Trissino 2013-2014
Questa voce raccoglie le informazioni riguardanti l'A.S.D. Gruppo Sportivo Hockey Trissino nelle competizioni ufficiali della stagione 2013-2014.

## Maglie e sponsor
| 1ª divisa | 2ª divisa |

## Rosa
| N° | Naz.                 | Ruolo | Sportivo            |  |  |  |
| -- | -------------------- | ----- | ------------------- |  |  |  |
|    | Italia (bandiera)    | P     | Edy Nicoletti       |  |  |  |
|    | Italia (bandiera)    | P     | Francesco Maso      |  |  |  |
|    | Italia (bandiera)    | P     | Federico De Gaspero |  |  |  |
|    | Italia (bandiera)    | E     | Dario Rigo          |  |  |  |
|    | Italia (bandiera)    | E     | Eddy Randon         |  |  |  |
|    | Italia (bandiera)    | E     | Giovanni Clodelli   |  |  |  |
|    | Spagna (bandiera)    | E     | Màrc Pàllares       |  |  |  |
|    | Argentina (bandiera) | E     | Dario Giménez       |  |  |  |
|    | Italia (bandiera)    | E     | Carlo Bertinato     |  |  |  |
|    | Italia (bandiera)    | E     | Paolo Nizzero       |  |  |  |
|    | Italia (bandiera)    | E     | Manuel Pasquale     |  |  |  |
|    | Italia (bandiera)    | E     | Cristofer Schiavo   |  |  |  |

## Staff tecnico
- Presidente: Giovanni Stefani
- Vice-Presidente: Settimio Sartori
- Segretario: Roberta Bassanese
- Allenatore: Mirco De Gerone
- Direttore Sportivo: Paolo Martini
- Dirigente Accompagnatore: Enrico Tamiozzo
- Meccanico: Luigi Clodelli
- Meccanico: Bruno Sudiro
- Addetto Stampa: Lorenzo Zarantonello